# WPHY-CD
WPHY-CD est une station de télévision indépendante américaine située à Trenton (New Jersey) appartenant à NRJ TV LLC et affiliée à Sonlife Broadcasting Network (chaîne religieuse). Son émetteur est localisé dans le quartier Chestnut Hill de Philadelphie.